# Tempo di uccidere (Benson)
Tempo di uccidere è un romanzo di Raymond Benson pubblicato nel 1999, è il primo romanzo di una trilogia in cui 007 combatte contro una nuova organizzazione criminale destinata a terrorizzare il mondo.
Il romanzo inizia alle Bahamas, come sorta di proseguimento del racconto Quantum di sicurezza di Ian Fleming, e James Bond reincontra il Governatore che gli racconta di essere nei guai e di aver ricevuto minacce da un'organizzazione denominata l'Unione a cui deve dei soldi.

## Trama
Da qualche tempo, James Bond ha una relazione con la sua segretaria: Helena Marksbury. Deve tornare a concentrarsi sul lavoro la sera in cui è incendiato un laboratorio governativo londinese ed è assassinato uno scienziato che lavora ai test sullo Skin 17: una combinazione di fibra al carbonio e ceramica al silicio, destinata a cambiare la storia dell'aviazione.

M riceve una rivendicazione dell'Unione per l'attentato e chiede a James Bond di indagare sul dottor Steven Harding, scomparso dopo l'incidente.

A Bruxelles, Bond riceve il rapporto di Gina Hollander, contatto del Servizio Segreto sul posto. La donna ha individuato Steven Harding, anche se si trova a Bruxelles sotto falso nome. Nella camera d'albergo dello scienziato, Bond deve lottare con dei suoi scagnozzi, mentre Harding fugge con un anziano cinese appena operato al cuore. Bond compie delle indagini e scopre che al cinese, malato di cuore, è stato applicato un pacemaker modificato da Harding con l'inserimento di un micropunto prima dell'operazione. Probabilmente nel pacemeaker è conservata la formula dello Skin 17.

Mentre 007 si intrattiene in bollenti effusioni con Gina, il Servizio Segreto rintraccia Lee Ming, l'uomo operato al cuore, tra le possibili vittime di un volo per il Nepal, precipitato non lontano dal Kangchenjunga.

M convoca James Bond e l'ufficiale Roland Marquis della RAF: uno spocchioso ma esperto scalatore, sfidato in un'appassionante partita a golf solo qualche giorno prima proprio da 007. Il capo del Servizio Segreto ordina di recuperare il corpo di Lee Ming e capire quanto sia coinvolto nell'incidente ai laboratori dello Skin 17. Bond si fa affiancare per l'operazione dal sergente Chandra Gurung del Primo Battaglione dei Reali Fucilieri Gurkha, esperti di alte quote.

Nel frattempo, Steven Harding è sgozzato da Le Gérant, il capo e fondatore dell'Unione insoddisfatto dal lavoro del suo uomo.

A Katmandu per acclimatarsi e prepararsi alla missione, Bond, Marquis e Chandra sono coinvolti nel delitto del capo della sezione I. Quindi incontrano la loro compagna di scalata: il medico Hope Kendall.

I quattro, con un esperto di comunicazioni (Paul Baack) ed alcuni sherpa, iniziano la lunga marcia. Durante il tragitto succedono molti incidenti che mettono a rischio la vita di Bond.

A 7.900 metri, vedono i resti dell'aereo e, dopo alcuni giorni, trovano Lee Ming al fondo di un crepaccio. Al campo, Roland tradisce il gruppo e toglie il pacemaker dal corpo di Lee Ming. Bond è furioso ma Hope riesce a calmarlo e i due fanno l'amore dentro un sacco a pelo a 7.900 metri!

All'improvviso Roland torna al campo. Dietro loro c'è una spedizione di agenti segreti russi e l'unico modo per scendere senza incrociarli è scalare il Kangchenjunga. L'ufficiale non sta bene ed ha bisogno di un dottore. Porta con sé Bond ed Hope, minacciandoli con la pistola. Sulla vetta, a 8.598 metri, è però assalito in maniera grave dai sintomi dell'ECGA e perde la vista.

L'ufficiale, prima di morire, racconta di essere stato ingaggiato da Steven Harding ma di non essere un membro dell'Unione . Quindi consegna a Bond il pacemaker.

Scesi a 6.000 metri, Bond ritrova Paul Baack, scopre che è un membro dell'Unione e riesce ad ucciderlo, prima che gli rubi il pacemaker. Dalle parole di Paul, Bond alimenta i sospetti che Helena lavori per l'Unione.

A Londra, 007 si precipita a casa della ragazza. La trova morta sgozzata.

## Personaggi principali
- James Bond.
- Helena Marksbury, segretaria di James Bond.
- Roland Marquis, ufficiale della RAF.
- Steven Harding, scienziato.
- Gina Hollander, contatto della Stazione B.
- Lee Ming, ex agente segreto della Repubblica Popolare Cinese.
- Chandra Gurung, sergente dei Gurkha.
- Le Gérant, fondatore dell'Unione.
- Hope Kendall, dottoressa ed alpinista neozelandese.
- Paul Baack, esperto di comunicazioni.

## Opere collegate
- Si tratta del primo romanzo della trilogia dell'Unione che comprende anche Doppio Gioco e I sogni non uccidono.

## Edizioni
- Raymond Benson, Tempo di uccidere, traduzione di Stefano Di Marino, Segretissimo, Arnoldo Mondadori Editore, 2000,  p. 315.
- Raymond Benson, Tempo di uccidere, traduzione di Andrea Carlo Cappi, i Misteri, Alacran edizioni, 2006,  p. 344, ISBN 978-88-89603-49-9.